# L’Habit
L’Habit – miejscowość i gmina we Francji, w regionie Normandia, w departamencie Eure.
Według danych na rok 2010 gminę zamieszkiwało 549 osób, a gęstość zaludnienia wynosiła 108 osób/km².